# Kennelfästing
Kennelfästing, även benämnd husfästing, (Rhipicephalus sanguineus) är en hård fästing med global utbredning inom de tropiska och subtropiska klimatzonerna. Arten beskrevs av Latreille 1806. Inga underarter finns listade i Catalogue of Life.
Den är utbredd i Sydeuropa och förekommer inte naturligt frilevande i Skandinavien, då den inte överlever vintrarna. Den återinförs regelbundet till Sverige av flyttfåglar om våren och av införda hundar. Inomhus kan emellertid kennelfästingen övervintra och etablera sig året runt. Särskilt utsatta är hundkennlar, därav det svenska namnet.
Hund är den huvudsakliga värden, men kennelfästingen kan även parasitera på bland annat människa och även sprida smitta.